# Wera Grigorjewna Brjussowa
Wera Grigorjewna Brjussowa, geboren Wera Swetlitschnaja, (russisch Вера Григорьевна Брюсова, Geburtsname russisch Вера Светличная; * 26. Augustjul. / 8. September 1917greg. im Dorf Iwanowskoje, Ujesd Juchnow; † 16. November 2006 in Moskau) war eine sowjetisch-russische Kunstwissenschaftlerin, Restauratorin und Hochschullehrerin.

## Leben
Wera Swetlitschnaja wuchs im Haus ihres Großvaters auf, der Dorfpfarrer war. Ihre Mutter Walentina Wassiljewna Smirnowa war Lehrerin, die ihre drei Töchter allein aufzog.
Wera Swetlitschnaja begann 1935 ihr Studium am Moskauer Institut für Philosophie, Literatur und Geschichte in der Abteilung für Kunstwissenschaft der Fakultät für Literatur. In erster Ehe war sie mit Pjotr Fedossow verheiratet. Ihr Sohn Nikita Petrowitsch Fedossow (1939–1992) wurde Maler. In zweiter Ehe heiratete sie den Archäologen Alexander Jakowlewitsch Brjussow (1885–1966), Bruder des Dichters Waleri Jakowlewitsch Brjussow.
Nach dem Abschluss des Studiums 1940 wurde Wera Brjussowa Aspirantin an der Universität Moskau, die nach Beginn des Deutsch-Sowjetischen Kriegs evakuiert wurde.
1944 gehörte Brjussowa zu einer fünfköpfigen Restaurierungsbrigade, die sich an den Restaurierungsarbeiten an den stark beschädigten mittelalterlichen Architekturdenkmälern im befreiten Nowgorod beteiligte: Sophienkathedrale, Kathedrale der Gottesmutter des Zeichens und weitere Kathedralen.
1945 wurde auf Anordnung Igor Emmanuilowitsch Grabars Brjussowa auf die Insel Kischi im Onegasee geschickt, um zusammen mit Nadeschda Jetgenjewna Mnjowa die Ikonen zu untersuchen und notdürftig zu restaurieren, die die Finnen während des finnisch-sowjetischen Fortsetzungskriegs mit der Besetzung des Gebiets nordöstlich des Onegasees aus Kischi mitgenommen und nach dem Waffenstillstand von Moskau und Verhandlungen in Petrosawodsk zurückgegeben hatten.
Später restaurierte Brjussowa Architekturdenkmäler und alte Malerei auf der Insel Kischi, in Jaroslawl, Kostroma, Rostow, Swenigorod und Moskau. 1953 verteidigte sie mit Erfolg ihre Dissertation über die Fresken der Uspenski-Kathedrale in Swenigorod für die Promotion zur Kandidatin der Kunstwissenschaften. Sie restaurierte Ikonen in der Tretjakow-Galerie und anderen Museen der russischen Kultur. Sie projektierte die Wiederherstellung der Ikonostasen der Verklärungskirche und der Mariä-Schutz-Kirche auf der Insel Kischi.
Brjussowa beteiligte sich am öffentlichen Widerstand gegen den Dawydow-Plan zur Umleitung sibirischer Flüsse nach Süden.
In den 1960er Jahren arbeitete Brjussowa im Allunionszentralforschungslaboratorium für Konservierung und Restaurierung von Museumsschätzen (WZNILKR) in Moskau, dessen wissenschaftlicher Vizedirektor Wiktor Wassiljewitsch Filatow war.
Brjussowa lehrte an der Russischen Akademie für Malerei, Bildhauerei und Architektur in Moskau. 1974 wurde sie nach Verteidigung ihrer Doktor-Dissertation über die Fresken der Nowgoroder Sophienkathedrale zur Doktorin der Kunstwissenschaften promoviert. Es folgte die Ernennung zur Professorin. Sie war Vollmitglied der Russischen Akademie der Künste und der Internationalen Slawischen Akademie.
Brjussowas Urne wurde in der Brjussow-Familiengruft auf dem Nowodewitschi-Friedhof beigesetzt.

## Ehrungen
- Repin-Staatspreis der RSFSR (1986)
- Verdiente Künstlerin der Russischen Föderation